# 伊戈尔·利巴
伊戈尔·利巴（1960年11月4日—），斯洛伐克男子冰球运动员。他曾代表捷克斯洛伐克国家队参加1984年、1988年和1992年冬季奥林匹克运动会冰球比赛，获得一枚银牌和一枚铜牌。